# Washington (Tyne and Wear)

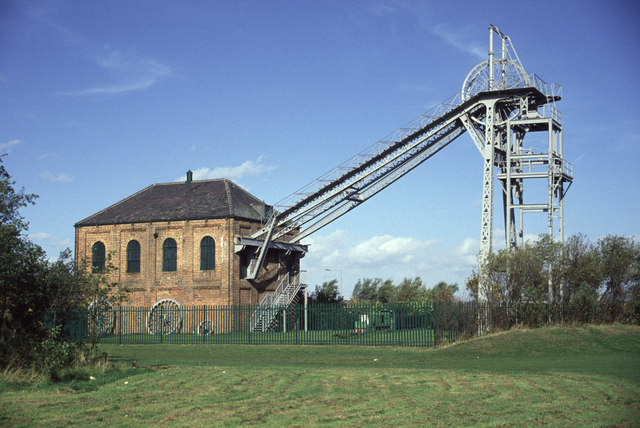
F-Pit-Museum im Washingtoner Stadtteil Albany

Washington ist eine Stadt im Nordosten Englands. Sie gehört zum Metropolitan County Tyne and Wear und zum Metropolitan Borough City of Sunderland. Washington liegt rund 10 km westlich von Sunderland sowie südöstlich von Newcastle upon Tyne.
Washington bekam 1964 den Status einer New Town, gehört also zu den Städten, die nach dem Zweiten Weltkrieg Objekt planmäßiger Stadtentwicklung waren, sodass die Bevölkerung der Pendlergemeinde in den letzten Jahrzehnten stark angewachsen ist und eine Reihe von Neubausiedlungen geschaffen wurden. Im Zentrum Washingtons stehen The Galleries, ein 1974 eingeweihtes Einkaufszentrum mit mehreren Supermärkten; die Galleries liegen in unmittelbarer Nachbarschaft des Princess-Anna-Parks.

## Geschichte
Der Ort wird 1096 erstmals als Wasindone erwähnt; der Name ist wahrscheinlich auf waesc (‚Gewässer‘) und dun (‚Hügel‘) zurückzuführen, bedeutet also: „Ort der Leute, die auf dem Hügel am Fluss leben“, ein Bezug zum nahen Fluss Wear. Nicht auszuschließen ist aber auch eine Herleitung als ‚Siedlung des Wassa‘ (vergl. den Artikel zum Namen Washington).
Das Herrenhaus Old Hall wurde im 17. Jahrhundert grundlegend renoviert, sodass an den mittelalterlichen Bau wenig erinnert. Die Landgemeinde im damaligen County Durham erlebte in der Industrialisierung durch die Kohlegruben der Umgebung einen Aufschwung; um die Kohlegruben herum entstanden jeweils neue Arbeitersiedlungen. Das F-Pit-Museum (benannt nach der Grube F, die Bergwerke wurden nach dem Alphabet bezeichnet) erinnert an die damalige Zeit. Schienenwege brachten die Kohle hinunter an den Wear und nach Sunderland, von wo sie verschifft wurde. Neben der Kohleförderung entwickelte sich im 19. Jahrhundert vor allem die Chemieindustrie in Washington; wichtigster Vertreter dieser Branche war das Unternehmen Cape/Newalls, das Isolierungen herstellte. Auch hier entstand mit Pattinson eine eigene Arbeitersiedlung.

### Wurzeln George Washingtons
Im Jahr 1183 zog William de Hertburn in die Stadt (damals Wassyngtona). Er ließ die Old Hall für sich als Landsitz errichten und nannte sich nach dem Ort fortan William de Wassyngtona. William ist Ahnherr der Familie Washington und damit auch George Washingtons, des ersten Präsidenten der USA. Die Familie zog 1539 nach Sulgrave Manor in Northamptonshire und 1657 schließlich nach Virginia um, wobei die Emigration aus England ironischerweise auf Grund ihrer proroyalistischen Haltung erfolgte.
Zu Ehren George Washingtons findet an jedem 4. Juli in der Old Hall eine Feier statt.

## Wirtschaft
Heute sind Textil-, Elektro- und Automobilindustrie die bedeutendsten Branchen. Größter Arbeitgeber ist der Fahrzeughersteller Nissan Motor Manufacturing (UK) Ltd.

## Sehenswürdigkeiten
Neben dem F-Pit-Museum ist vor allem das 1975 eingerichtete Naturschutzgebiet des Wildfowl and Wetlands Trust sehenswert, wo neben Flamingos auch Schwäne, Enten und Gänse gehalten werden. Unweit von Washington befindet sich auch das North of England Open Air Museum, ein Freilichtmuseum, das dem Besucher die Rekonstruktion einer typischen nordenglischen Industriestadt zu Beginn des 20. Jahrhunderts vermittelt. In einem früheren Bauernhof ist das Washington Arts Centre untergebracht, in dem sich neben dem städtischen Theater Künstlerateliers und ein Aufnahmestudio befinden. Auf dem alten RAF-Stützpunkt Usworth befindet sich ein Fliegermuseum; Bemühungen, in Washington einen Zivilflughafen einzurichten, sind bislang gescheitert.

## Bildung
Washington verfügt über 14 Grundschulen und fünf Oberschulen.

## Verkehr
Trotz seiner Bedeutung als Bergarbeiterstadt im nordenglischen Kohlerevier verfügt Washington heute über keinen Bahnanschluss und ist damit (neben Gosport) eine der größten britischen Städte ohne Bahnhof. Pläne, die Tyne and Wear Metro, also die U-Bahn von Newcastle, bis nach Washington zu verlängern, sind bislang nicht verwirklicht worden. An den Galleries befindet sich ein Busbahnhof. Die nächste Autobahn ist die am westlichen Stadtrand verlaufende A1.

## Persönlichkeiten
- Gertrude Bell (1868–1926), Schriftstellerin
- Bob Glendenning (1888–1940), Fußballspieler und -trainer
- Bryan Ferry (* 1945), Musiker, Sänger von Roxy Music
- Rebecca Welch (* 1983), Fußballschiedsrichterin
- Jordan Pickford (* 1994), Fußballspieler

und in weiterem Sinne als geehrter „Sohn“ der Stadt:
- George Washington (1732–1799), Präsident der Vereinigten Staaten von Amerika